# پوتوچاتس
پوتوچاتس (صربی: Potočac}} یک منطقهٔ مسکونی در صربستان است که در Pomoravlje District واقع شده‌است.
 پوتوچاتس  ۱٬۳۰۹ نفر جمعیت دارد.